# Den unge Spirou

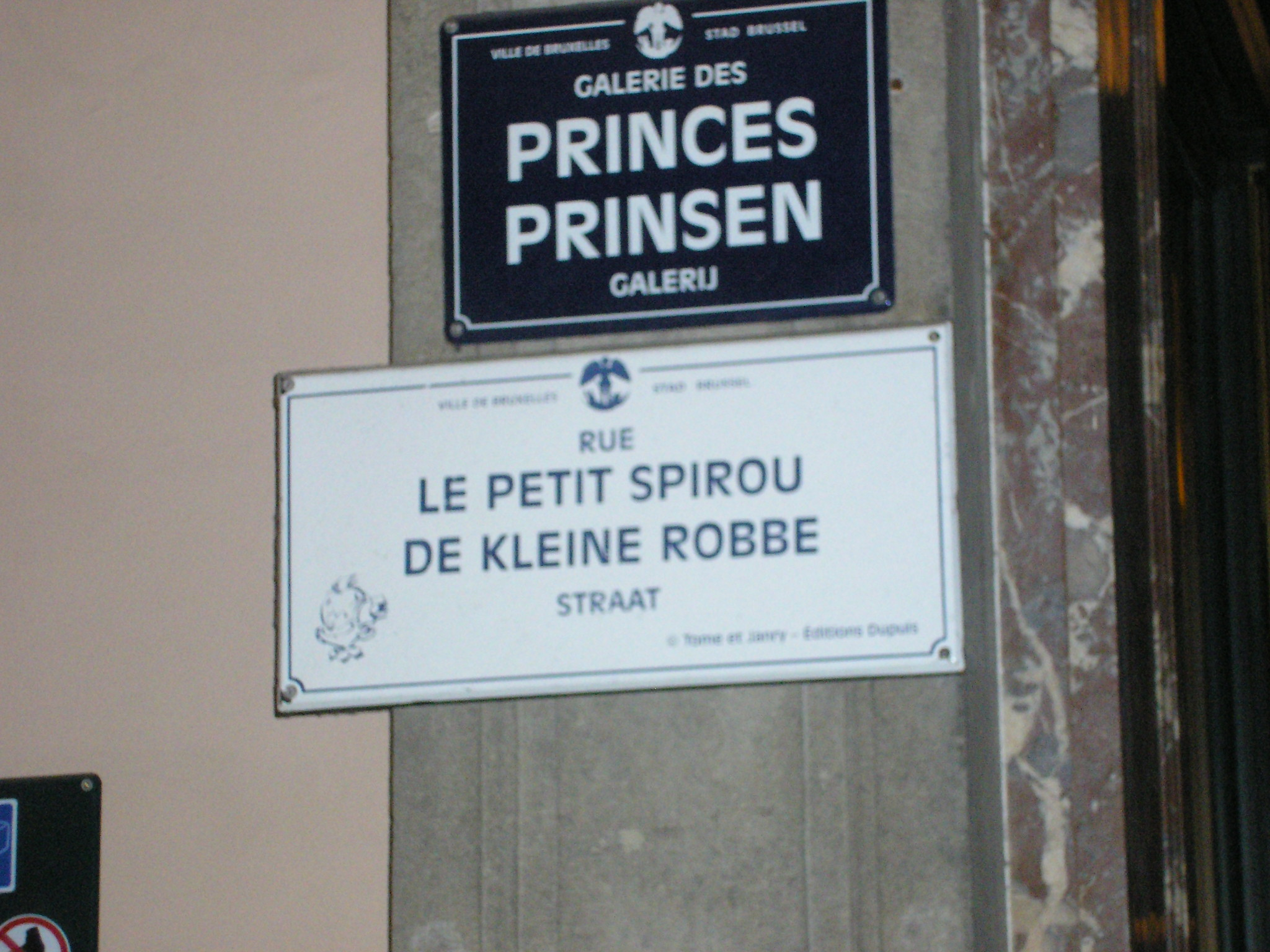
I "seriestaden" Bryssel finns La rue du petit Spirou (De Kleine Robbe Straat), det vill säga Den unge Spirous gata.

Den unge Spirou (i original Le Petit Spirou) är en spinoff från den populära franska serien Spirou. Denna sidotitel behandlar figurens barndomsår och är en ren humorserie (istället för en komisk äventyrsserie som ordinarie Spirou) oftast bestående av enstaka skämtsidor. Vanliga ämnen för skämt är till exempel bus och ett gryende intresse för det motsatta könet (intressant nog så har Spirou i de vanliga serierna knappt något intresse alls för flickor).
Serien produceras av Tome och Janry som även har gjort huvudserien. Grunden till "Den unge Spirou" etablerades i Spirou-albumet La Jeunesse de Spirou (på svenska som Heja Spirou!) som innehåller flera kortare avsnitt om Spirous ungdom. Konceptet var uppenbarligen så lyckat att det viderautvecklades och fick en egen albumserie.
Tome och Janry har fortsatt med "Den unge Spirou" efter att de lämnade huvudserien.

## Utgivning
| Nr | Originaltitel                         | Utgivningsår | Svensk publicering                          |
| -- | ------------------------------------- | ------------ | ------------------------------------------- |
| 1  | "Dis bonjour à la dame!"              | 1990         | "B som i busfrö" (1990)                     |
| 2  | "Tu veux mon doigt?"                  | 1991         | "Ett klåfinger i näsan!" (1992)             |
| 3  | "Mais qu'est-ce que tu fabriques?"    | 1992         | "Finns det piller mot tjejbaciller?" (1993) |
| 4  | "C'est pour ton bien"                 | 1994         | "Hjälp, hon pussas!" (1994)                 |
| 5  | "Merci qui?"                          | 1994         | "Nu är det verkligen klippt!" (1994)        |
| 6  | "N'oublie pas ta capuche!"            | 1996         | "Spridda skurar" (1997)                     |
| 7  | "Demande à ton père!"                 | 1997         | "Fråga din pappa!" (1999)                   |
| 8  | "T'as qu'à t'retenir!"                | 1999         | "Du kan väl hålla dej!" (2000)              |
| 9  | "C'est pas de ton âge!"               | 2000         | "Absolut barnförbjudet!" (2001)             |
| 10 | "Tu comprendras quand tu s'ras grand" | 2001         | "Du förstår när du blir stor!" (2002)       |
| 11 | "Tu ne s'ras jamais grand!"           | 2003         | "Jag vill aldrig bli vuxen!" (2003)         |
| 12 | "C'est du joli!"                      | 2005         | "Vicken utsikt!" (2006)                     |
| 13 | "Fais de beaux rêves!"                | 2007         | "Vackra drömmar!" (2008)                    |
| 14 | "Bien fait pour toi!"                 | 2008         | "Skyll dej själv!" (2009)                   |

## Filmversion
I september 2017 hade en spelfilmsversion, med Sacha Pinault i titelrollen, premiär.